# 박회윤
박회윤(1976년 7월 13일 ~ )는 대한민국의 리커브 양궁 선수이다. 2002년 27세의 나이로 처음으로 국가대표의 선발되었고,부산 아시안 게임에서 윤미진, 박성현, 김문정과 함께 단체전 금메달을 획득하였다. 2016년에는 미국의 국가대표로 선발되었으나,올림픽에는 출전하지 못했다.